# Mohamed Toukani
Mohamed Tougani a été Secrétaire d’État auprès du Premier ministre chargé des Affaires administratives dans le Gouvernement Maâti Bouabid.